# Magyarországi kórházak listája
Ez a ma Magyarországon működő kórházak listája, vármegyénkénti bontásban.

## Baranya
- Siklósi Kórház, Siklós
- Pécsi Irgalmasrendi Kórház, Pécs
- PTE Klinikai központ, 400 Ágyas Klinika, Pécs
- Bethánia Rehabilitációs Otthon, Siklós-Máriagyűd
- Egészségügyi Központ, Sellye
- Komlói Egészségcentrum, Komló
- Mohácsi Kórház, Mohács
- Szigetvári Kórház, Szigetvár
- Zsigmondy Vilmos Harkányi Gyógyfürdőkórház, Harkány

## Bács-Kiskun
- Szent Rókus Kórház, Baja
- Bács-Kiskun Vármegyei Oktatókórház, Kecskemét
- Kiskunfélegyházi Városi Kórház és Rendelőintézet, Kiskunfélegyháza
- Kalocsai Szent Kereszt Kórház, Kalocsa
- MEDIROYAL Egészségügyi Centrum, Kecskemét
- MH Egészségügyi Központ Védelem-egészségügyi Igazgatóság Repülőorvosi-, Alkalmasságvizsgáló és Gyógyító Intézet, Kecskemét
- Kiskunhalasi Semmelweis Kórház, Kiskunhalas

## Békés
- Békés Városi Egyesített Egészségügyi Intézmény és Rendelőintézet, Békés
- Dr. László Elek Kórház és Rendelőintézet, Orosháza
- Békés Megyei Központi Kórház, Pándy Kálmán Tagkórház, Gyula
- Békés Megyei Központi Kórház, Dr. Réthy Pál Tagkórház, Békéscsaba
- Vis Medica Kft., Mezőkovácsháza

## Borsod-Abaúj-Zemplén
- Almási Balogh Pál Kórház, Ózd

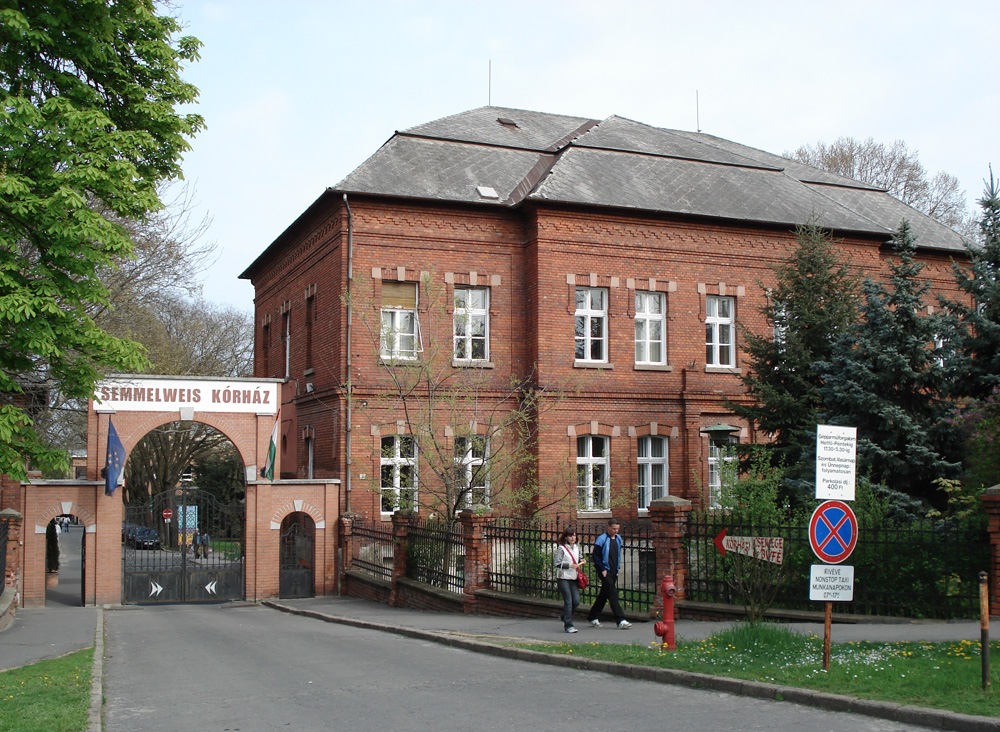
A Miskolci Semmelweis Kórház főbejárata

- Borsod-Abaúj-Zemplén Vármegyei Központi Kórház, Miskolc
- Debreceni Egyetem Kazincbarcikai Kórháza, Kazincbarcika
- Diósgyőri Kórház, Miskolc
- Edelényi Egészségügyi Intézmény, Edelény
- Mezőcsáti Kistérségi Egészségfejlesztő Központ, Mezőcsát
- Egyesített Szociális és Egészségügyi Intézet, Szerencs
- Koch Róbert Kórház és Rendelőintézet, Edelény
- Máltai Gondoskodás Kht., Miskolc
- Mozgásszervi Rehabilitációs Központ, Mezőkövesd
- Pszichiátriai Szakkórház és Betegotthon, Izsófalva
- II. Rákóczi Ferenc Kórház és Rendelőintézet, Szikszó
- Sárospatak Városi Önkormányzat Rendelőintézete, Sárospatak
- Sátoraljaújhelyi Erzsébet Kórház, Sátoraljaújhely
- Miskolci Semmelweis Ignác Egészségügyi Központ és Egyetemi Oktatókórház, Miskolc
- Szent Ferenc Rehabilitációs Kórház, Miskolc
- Encsi Területi Egészségügyi Központ, Encs
- Városi Önkormányzat Rendelőintézete, Mezőkövesd
- Tiszaújváros Városi Rendelőintézet, Tiszaújváros

## Csongrád-Csanád
- Dr. Diósszilágyi Sámuel Kórház-Rendelőintézet, Makó
- Dr. Farkasinszky Terézia Ifjúsági Drogcentrum, Szeged
- Dr. Szarka Ödön Egyesített Egészségügyi Intézmény, Csongrád
- Erzsébet Kórház – Rendelőintézet, Hódmezővásárhely
- Kisteleki Egészségügyi Kht.
- Szegedi Tudományegyetem Szent-Györgyi Albert Klinikai Központ, Szeged
- Dr. Bugyi István Kórház, Szentes

## Fejér
- Fejér Vármegyei Szent György Egyetemi Oktató Kórház, Székesfehérvár
- Szent Pantaleon Kórház Kht., Dunaújváros
- Városi Kórház Rendelőintézet, Mór
- Fejér Vármegyei Szent György Egyetemi Oktató Kórház, Csákvári Gyógyintézet

## Győr-Moson-Sopron
- Állami Szanatórium, Sopron
- Karolina Kórház Rendelőintézet, Mosonmagyaróvár
- Lumniczer Sándor Kórház-Rendelőintézet, Kapuvár
- Margit Kórház, Csorna
- Petz Aladár Egyetemi Oktató Kórház, Győr
- Sopron MJV Erzsébet Kórház DE OEC Oktató Kórháza

## Hajdú-Bihar
- Debreceni Egyetem Orvos és Egészségtudományi Centrum, Debrecen
- Egészségügyi Szolgáltató és Vagyonkezelő Intézmény, Hajdúböszörmény
- HOSPIT Egészségügyi Szolgáltató KKT, Hajdúnánás
- Járóbeteg Ellátó Centrum, Hajdúszoboszló
- Kenézy Kórház Kft., Debrecen
- Gróf Tisza István Kórház,[1] Berettyóújfalu

## Heves
- Albert Schweitzer Kórház, Hatvan
- Bugát Pál Kórház, Gyöngyös
- Markhot Ferenc Oktatókórház és Rendelőintézet, Eger
- Mátrai Gyógyintézet, Mátraháza
- Parádfürdői Állami Kórház, Parád-Parádfürdő

## Jász-Nagykun-Szolnok
- Kátai Gábor Kórház, Karcag
- MÁV Kórház és Rendelőintézet, Szolnok
- Megyei Hetényi Géza Kórház-Rendelőintézet, Szolnok
- Szent Erzsébet Kórház, Jászberény
- Városi Egészségügyi Központ, Kunszentmárton
- Mezőtúri Kórház és Rendelőintézet, Mezőtúr

## Komárom-Esztergom
- Árpád-házi Szent Erzsébet Szakkórház és Rendelőintézet, Tata
- Batthyány Kázmér Szakkórház, Kisbér
- Dorogi Szent Borbála Szakkórház és RI Kht.
- Komárom-Esztergom Vármegyei Szent Borbála Kórház
- Oroszlányi Szakorvosi és Ápolási Kft.
- Selye János Kórház, Komárom
- Vaszary Kolos Kórház, Esztergom

## Nógrád
- Dr. Kenessey Albert Kórház-Rendelőintézet, Balassagyarmat
- Margit Kórház, Pásztó
- Nógrád Vármegyei Szent Lázár Kórház, Salgótarján

## Pest
- Dr. Halász Géza Szakorvosi Rendelőintézet, Dabas
- „EUROP-MED” Orvosi Szolgáltató Kft, Budaörs
- Érd Megyei Jogú Város Szakorvosi Rendelőintézete
- Jávorszky Ödön Városi Kórház, Vác
- Misszió Egészségügyi Központ Kht., Veresegyház
- Nagykőrös Város Önkormányzat Rehabilitációs Szakkórháza
- Pest Megyei Flór Ferenc Kórház, Kistarcsa
- Pilisvörösvár Város Önkormányzati Szakorvosi Rendelőintézet
- Ráckeve Város Szakorvosi Rendelőintézete
- Szakorvosi Rendelőintézet, Monor
- Szakorvosi Rendelőintézet, Nagykáta
- Szakorvosi Rendelőintézet, Szigetszentmiklós
- Szentendre Város Egészségügyi Intézményei
- Szent Kozma és Damján Rehabilitációs Szakkórház
- Toldy Ferenc Kórház, Cegléd (Dél-Pest megye)
- Tormay Károly Egészségügyi Központ, Gödöllő
- Tüdőgyógyintézet, Törökbálint

## Somogy
- Barcs Város Önkormányzat Járóbetegellátó Intézmények
- Egészségügyi Kht, Fonyód
- Egészségügyi Szolgálat, Tab
- Somogy Vármegyei Kaposi Mór Oktató Kórház, Kaposvár
- Kaposvári Egyetem Egészségügyi Centrum, Kaposvár
- Marcali Városi Kórház-Rendelőintézet
- Nagyatádi Kórház, Nagyatád
- Siófok Város Kórház-Rendelőintézete

## Szabolcs-Szatmár-Bereg
- Szent Damján Görögkatolikus Kórház (2021-ig: Felső-Szabolcsi Kórház), Kisvárda
- Szabolcs-Szatmár-Bereg Megyei Kórházak és Egyetemi Oktatókórház, tagkórházai: 
  - Jósa András Oktatókórház, Nyíregyháza
  - Sántha Kálmán Pszichiátriai Szakkórház, Nagykálló
  - Fehérgyarmati Kórház és Gyógyfürdő, Fehérgyarmat
  - Területi Kórház, Mátészalka
  - Vásárosnaményi Kórház, Vásárosnamény

## Tolna
- Bonyhádi Kórház és Rendelőintézet, Bonyhád
- Dombóvári Szent Lukács Kórház, Dombóvár
- Tolna Vármegyei Balassa János Kórház, Szekszárd

## Vas
- Körmendi Egészségügyi Nonprofit Kft., Körmend
- Kemenesaljai Egyesített Kórház, Celldömölk
- Szent László Kórház, Sárvár
- Markusovszky Egyetemi Oktatókórház, Szombathely

## Veszprém
- Állami Szívkórház, Balatonfüred
- Pápai Gróf Esterházy Kórház és Rendelőintézeti Szakrendelő, Pápa
- Ajkai Magyar Imre Kórház, Ajka
- Szent Donát Várpalota Kórház Egészségügyi és Szolgáltató Kft., Várpalota
- Tapolcai Deák Jenő Kórház, Tapolca
- Veszprém Vármegyei Csolnoky Ferenc Kórház, Veszprém
- Veszprém Megyei Tüdőgyógyintézet, Farkasgyepű
- Zirci Erzsébet Kórház-Rendelőintézet, Zirc
- Alkohol-Drogsegély Ambulancia, Veszprém

## Zala
- Hévízgyógyfürdő és Szent András Állami Reumatológiai és Rehabilitációs Kórház, Hévíz
- Kanizsai Dorottya Kórház, Nagykanizsa
- Keszthelyi Kórház, Keszthely
- Zala Vármegyei Szent Rafael Kórház, Zalaegerszeg